# کلم سبز
کلم سبز یا کلم‌برگ سبز (به انگلیسی: Collard) نوعی کلم است که برگ‌هایش برنگ سبز است. این گیاه دارای برگ‌های خوراکی است و هم به عنوان یک گیاه زینتی استفاده می‌شود. این گیاه به‌طور عمده در کشورهای برزیل، پرتغال، جنوب ایالات متحده آمریکا و بسیاری از قسمت‌های آفریقا و شمال اسپانیا و در شمال هند پرورش داده می‌شود.

## گونه‌های گیاه‌شناسی

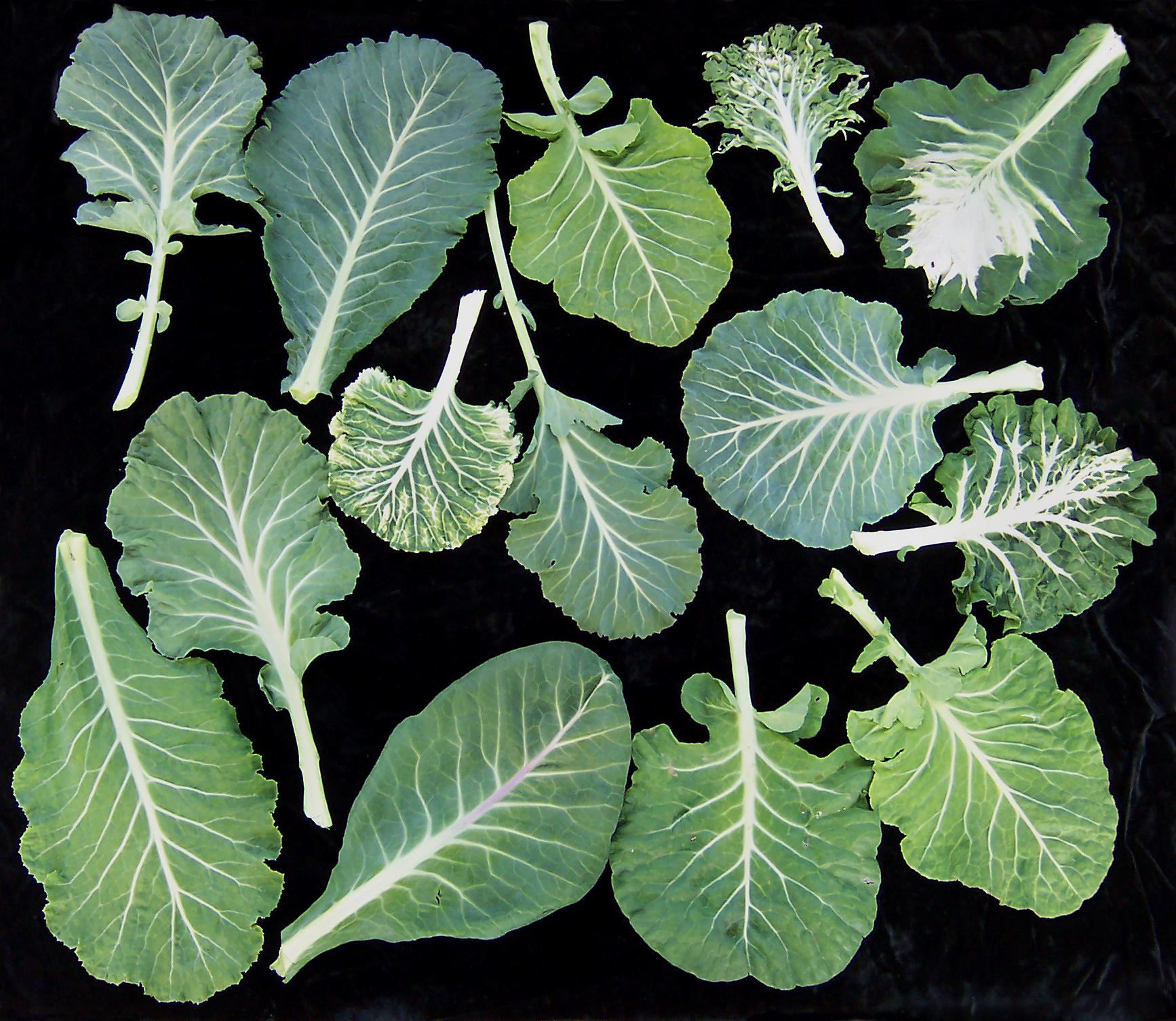
برگ‌های کلم سبز

کلم سبز از گروه بی‌سران است. این گیاه بر خلاف کلم‌پیچ دارای برگ‌های بدون پیچ می‌باشد. این گیاه در مناطق یخبندان به صورت دو ساله و در مناطق سرد به صورت پایا به حیات خود ادامه می‌دهد. این گیاه معمولاً به نمک حساس می‌باشد. کلم سبز و کلم برگ ساختارهای بسیار مشابهی دارند.

## تاریخچه
کلم سبز نیز مانند گل کلم و کلم بروکلی از بازماندگان کلم‌های وحشی است. مصرف کردن این گیاه به عنوان خوراکی از زمان‌های پیشاتاریخ در آسیای کوچک سرچشمه گرفت و توسط گروهی از سلت‌ها در حدود ۶۰۰ سال قبل از میلاد به اروپا گسترش یافت. کاشت کلم سبز از زمان‌های روم باستان رواج داشت. اولین کلم سبز به ایالات متحده به اواخر قرن ۱۷ بر می‌گردد و آن را به عنوان یک ماده جدایی‌ناپذیر در غذاهای سنتی جنوب آمریکا استفاده می‌کنند.

## تولید
کلم سبز در تمام طول سال کشت می‌شود اما کشت این گیاه در ماه‌های سرد سال باعث خوشمزه تر و مغذی تر شدن آن می‌شود. جهت حصول بهترین طعم کلم سبز، برگ‌ها را پیش از رسیدن به حداکثر اندازه خود از ساقه جدا می‌کنند. ضخیم‌تر شدن برگ‌ها در عطر و طعم تأثیر نامطلوب می‌گذارد.

## ارزش خوراکی
کلم سبز دارای چربی و کربوهیدرات کمی است و به عنوان یک منبع عالی از کلسیم، ویتامین ث و منگنز می‌باشد.
- کالری: ۳۳
- چربی: ۰٫۷
- کربوهیدرات:۵٫۶
- الیاف: ۴
- پروتئین: ۲٫۷